# Joan Calvo i Domènech
Joan Calvo i Domènech   (Ontinyent, 22 de maig de 1892 - Madrid, 7 de març de 1962) era un actor madrileny.

## Biografia
Va néixer a Ontinyent, però poc després de néixer la seva família es va traslladar a Madrid on estudia amb els escolapis. Després de cursar estudis de cant i teatre entra en la companyia Mendizábal-Ros, amb la qual marxarà de gira l'any 1916 a diversos països d'Amèrica del Sud. Durant la gira coneix a l'actriu Minerva Lespier, amb la qual es casarà i tindrà el seu fill Armando, també actor.
Torna a Espanya el 1920, per recórrer el país amb diverses obres de teatre i arriba a formar companyia pròpia en dues ocasions. L'any 1927 neix el seu segon fill, Juan Manuel, que serà també actor.
Debuta al cinema l'any 1934 amb un petit paper a La hermana San Sulpicio, de Florián Rey. Anirà compaginant teatre i cinema fins que, finalitzada la Guerra Civil espanyola, se centrarà al món del cinema, representant sovint personatges còmics.
A principis de la dècada de 1940 va rodar a Itàlia mitja dotzena de pel·lícules, entre les quals destaca Conjura en Florencia, de Ladislao Vajda. En 1945 es trasllada a Mèxic on treballarà en films com ara Allá en el Rancho Grande, de Fernando de Fuentes, o Bel Ami, d'Antoni Monplet.
Després de la seva tornada a Espanya, l'any 1953, va continuar el seu treball al cinema com un dels actors secundaris més importants de l'època.
Va morir en Madrid el 6 de març de 1962.

## Filmografia (selecció)
- La hermana San Sulpicio (1934), de Florián Rey.
- Suspiros de España (1939), de Benito Perojo.
- La Dolores (1940), de Florián Rey.
- Raza (1942), de José Luis Sáenz de Heredia.
- Correo de Indias (1942), d'Edgar Neville.
- El escándalo (1943), de José Luis Sáenz de Heredia.
- Huella de luz (1943), de Rafael Gil.
- Eloísa está debajo de un almendro (1943), de Rafael Gil.
- El clavo (1944), de Rafael Gil.
- Los últimos de Filipinas (1945), d'Antonio Román.
- El fantasma y Doña Juanita (1945), de Rafael Gil.
- La mujer de todos (1946), de Julio Bracho.
- Don Quijote de la Mancha (1947), de Rafael Gil.
- Bel Ami (1947), d'Antoni Monplet.
- Hermoso ideal (1948), d'Alejandro Galindo.
- Allá en el Rancho Grande (1949), de Fernando de Fuentes.
- Vivillo desde chiquillo (1951), d'Emilio Gómez Muriel.
- El mártir del Calvario (1952), de Miguel Morayta.
- Carne de horca (1953), de Ladislao Vajda.
- Aventuras del barbero de Sevilla (1954), de Ladislao Vajda.
- Marcelino, pan y vino (1955), de Ladislao Vajda.
- Historias de la radio (1955), de José Luis Sáenz de Heredia.
- Calabuch (1956), de Luis García Berlanga.
- Mi tio Jacinto (1956), de Ladislao Vajda.
- Los jueves, milagro (1957), de Luis García Berlanga.
- El puente de la paz (1958), de Rafael J. Salvia.
- Diez fusiles esperan (1959), de José Luis Sáenz de Heredia.
- Sólo para hombres (1960), de Fernando Fernán Gómez.
- Fray Escoba (1961), de Ramón Torrado.

## Premis
Cercle d'Escriptors Cinematogràfics
| Any  | Categoria              | Labor premiada        | Resultat  |
| ---- | ---------------------- | --------------------- | --------- |
| 1955 | Millor actor secundari | Marcelino, pan y vino | Guanyador |
| 1956 | Millor actor secundari | Calabuch              | Guanyador |

Sindicat Nacional de l'Espectacle
| Any  | Categoria              | Labor premiada | Resultat  |
| ---- | ---------------------- | -------------- | --------- |
| 1956 | Millor actor secundari | Calabuch       | Guanyador |